# Hollywood (County Wicklow)
Hollywood (irisch Cillín Chaoimhín; dt.: „Kevins Kirchlein“) ist ein Weiler im County Wicklow im Osten der Republik Irland. Die Einwohnerzahl Hollywoods beträgt weniger als 100 Einwohner. Mit den verstreuten Weilern in der Umgebung sind es ca. 650 Einwohner.

## Name
Der irische Name (zu deutsch Kevins Kirchlein) geht wohl auf eine Kirche zurück, die hier für den Heiligen Kevin von Glendalough angelegt wurde. Heute befinden sich sowohl eine anglikanische als auch eine katholische Kirche im Ort.
Ursprünglich hieß die Siedlung wohl An Cnoc Rua (deutsch: der rote Hügel, was auf die roten Früchte von Stechpalmen zurückgehen soll, die im englischen Holly genannt werden). Ggf. ist hier auch die rotfarbene Heide gemeint. 
Der englische Name könnte auch auf Holy Wood (deutsch: Heiliger Wald) zurückgehen und wird als möglicher Hohlweg durch das bewaldete Gebiet nach Glendalough gedeutet, durch das der Heilige ziehen musste. 

## Lage
Hollywood liegt etwa 45 Kilometer südsüdwestlich von Dublin und etwa acht Kilometer südsüdwestlich von Blessington nahe der Grenze zum County Kildare.
Westlich der Ortschaft führt die N81 von Dublin kommend nach Baltinglass. 
Die R756 verbindet Hollywood mit Dunlavin und Glendalough. 
Östlich der Ortschaft mündet der King’s River in das Poulaphouca Reservoir (und damit in den Liffey). 
Der Wanderweg St. Kevin’s Way beginnt in Hollywood und endet nach ca. 30 Kilometern in Glendalough.

## Sehenswürdigkeiten
- St. Kevin’s Church

## Trivia
Da in Hollywood zahlreiche Filme (u. a. King Arthur und Michael Collins) gedreht wurden, wurde auf einer Hügelkuppe – als Nachahmung des Schriftzugs von Hollywood in den USA – der Name aufgebracht.

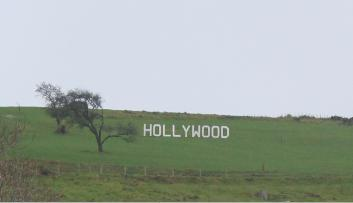
Hollywood-Schriftzug

## Hollywood Stone
1908 wurde bei Hollywood ein 1,2 Meter mal 0,8 Meter großer Felsbrocken aus Granit. Darauf ist ein Labyrinth eingeritzt. Ein Teil des Steins war bereits abgebrochen, sodass das Labyrinth nicht vollständig ist. Da das Labyrinth in einem Kreuz endet, wird die Steinritzung grob ins Mittelalter eingeordnet. Der Stein befindet sich heute im Museum von Glendalough.